# Delphinus
Genre
Statut CITES
Delphinus est un genre de cétacés comprenant trois espèces de dauphins.

## Liste des espèces
- Delphinus capensis Gray, 1828 - Dauphin commun à long bec.
- Delphinus delphis Linnaeus, 1758 - Dauphin commun ou Dauphin commun à bec court.
- Delphinus tropicalis van Bree, 1971 - Dauphin commun d'Arabie (maintenant reconnu comme Delphinus capensis tropicalis).

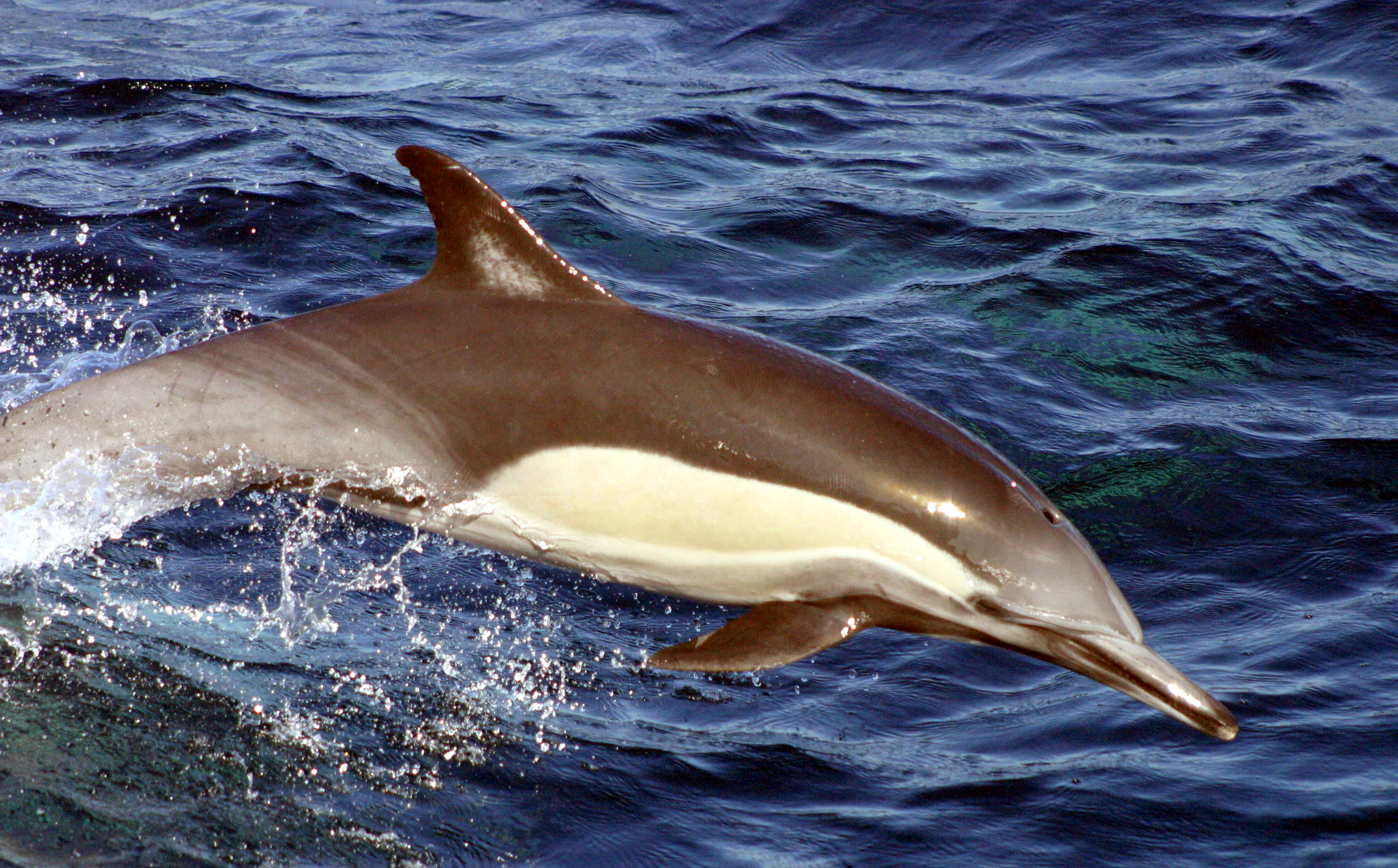
Delphinus capensis.
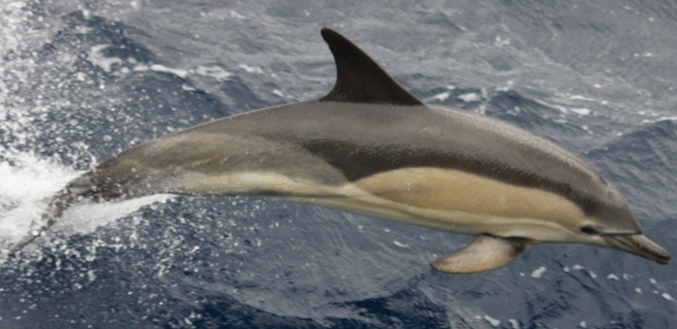
Delphinus delphis.
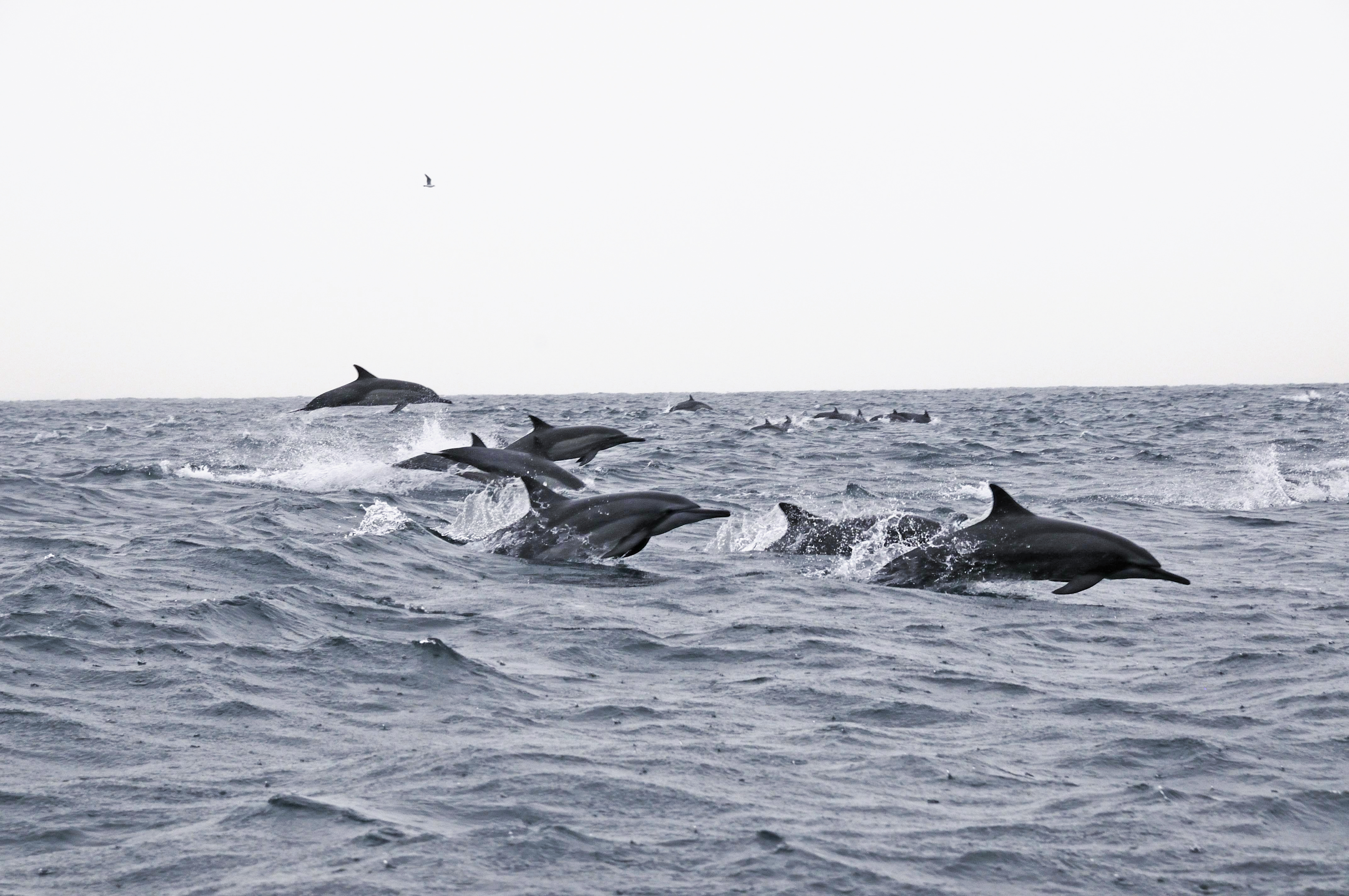
Delphinus tropicalis.